# Departamento de Veinticinco de Mayo (kommun i San Juan)
Departamento de Veinticinco de Mayo är en kommun i Argentina.   Den ligger i provinsen San Juan, i den centrala delen av landet, 900 km väster om huvudstaden Buenos Aires.
Omgivningarna runt Departamento de Veinticinco de Mayo är i huvudsak ett öppet busklandskap. Runt Departamento de Veinticinco de Mayo är det mycket glesbefolkat, med 4 invånare per kvadratkilometer.